# Arquitectura maya

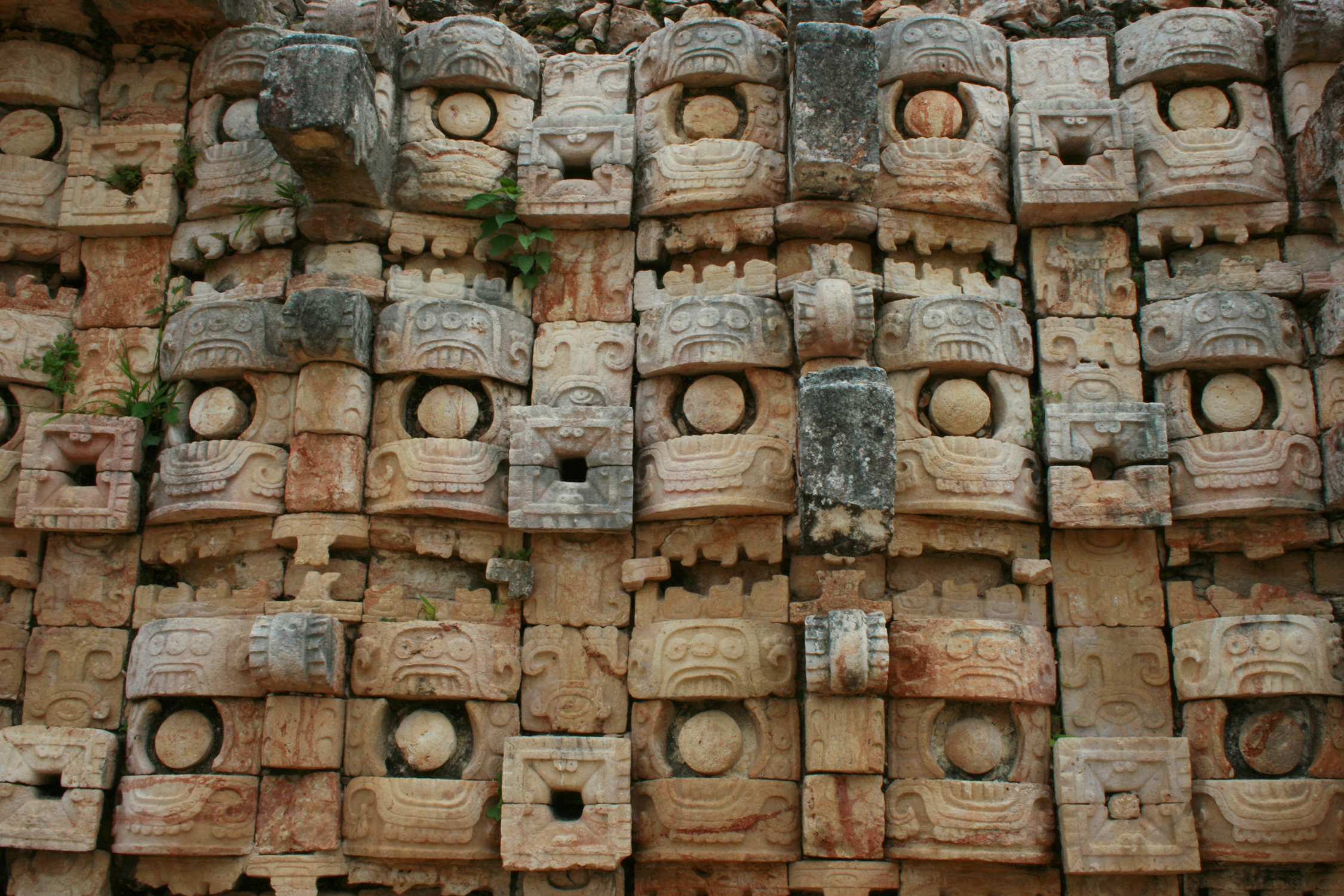
Mascarones del dios Chaac en Kabah, Yucatán.

La arquitectura maya es una serie de técnicas escultóricas y arquitectónicas empleadas por la antigua cultura maya mesoamericana para crear y decorar sus templos, palacios y pirámides, con técnicas que variaron a lo largo de cientos de años, adoptando cada región su estilo particular de arquitectura. Durante esta época, las personas empezaron a rezar y los centros del poder religioso, comercial y burocrático crecieron para convertirse en ciudades tempranas como Aguada Fénix, pasando a la pre-clásica media El Mirador, las grandes ciudades del periodo clásico, y las post-clásicas Chichén Itzá y Uxmal. Debido a sus muchas semejanzas, los restos de la arquitectura maya son una clave importante para entender la evolución de su antigua civilización. 
Las características principales de la arquitectura maya es la forma de techar. Los edificios más comunes son: las pirámides (superposición de plataformas tronco piramidales), la cual sirve de basamento a los templos.
Se trata de una arquitectura poco audaz, por lo limitado de sus recursos constructivos y por no usar herramientas metálicas ni metal en sus construcciones. Tampoco aprovecharon las capacidades mecánicas de la piedra, ya que todavía no habían descubierto el arco de medio punto y la bóveda de cañón, sino que para ambos usaron la técnica de aproximación.

## Diseño urbano

Chichén Itzá, en México en 1988 declarado por la UNESCO como Patrimonio de la Humanidad.

Esencialmente, en la arquitectura maya se puede distinguir dos tipos de edificaciones: 
- las pirámides escalonadas que se engalanan con frontones esculpidos que representan escenas mitológicas.

- los palacios de un piso con fachadas con gran ornamentación.

Mientras las ciudades mayas se dispersaban por la diversa geografía de Yucatán y Guatemala, el efecto de la planeación parecía ser mínimo; sus ciudades fueron construidas de una manera orgánica (aparentemente descuidada), adaptándose a la topografía de cada ubicación en particular. La arquitectura maya, como la del resto de Mesoamérica, tendía a integrar un alto grado de características naturales. Por ejemplo, algunas ciudades existentes en las planicies de piedra caliza en el norte de Yucatán se convirtieron en poblaciones muy extensas, mientras que otras construidas en las colinas del río Usumacinta utilizaron los altillos naturales de la topografía para elevar sus torres y templos a grandes alturas. Aun así prevalecía algún orden, requerido por cualquier ciudad de grandes dimensiones. Un elemento básico lo eran las cuevas ya sea naturales o artificiales, así como las pirámides que hacían las veces del inframundo Xibalbá y el contacto con los dioses del supramundo. Esto es muy notorio en una ciudad como Cancuén, la cual carece de pirámides importantes, pero tiene el Palacio más grande de los mayas, la ciudad está rodeada de montañas naturales witz con cuevas, por lo que no tuvieron que construirlas.

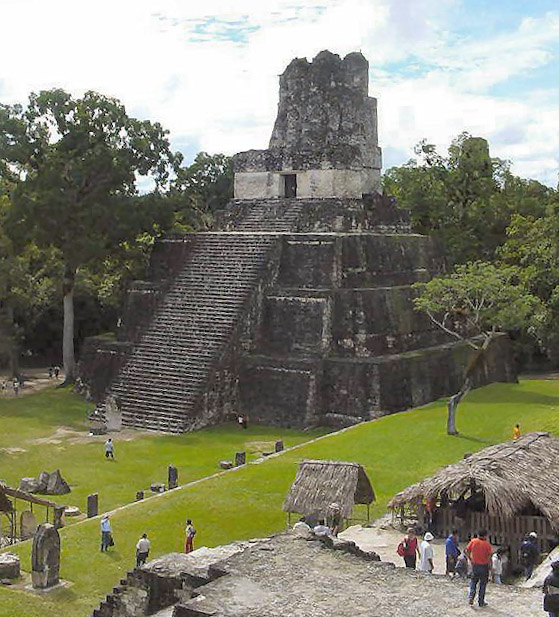
Tikal en Guatemala en 1979 declarado por la UNESCO como Patrimonio de la Humanidad.

Al comienzo de la construcción a gran escala, generalmente se establecía un eje predeterminado en congruencia con ciertos puntos notables de observación astronómica y dependiendo de la ubicación y la disponibilidad de recursos naturales (pozos o cenotes). La ciudad crecía conectando grandes plazas con las numerosas plataformas que formaban los cimientos de casi todos los edificios mayas, por medio de calzadas sacbeob. Las principales ciudades mayas como El Mirador, Tikal, Palenque y Calakmul fueron más grandes que las del Valle de México o el Valle de Oaxaca con la excepción de Cantona ubicada en Puebla, México que no solo fue la ciudad más grande de Mesoamérica sino de toda la América Precolombina .

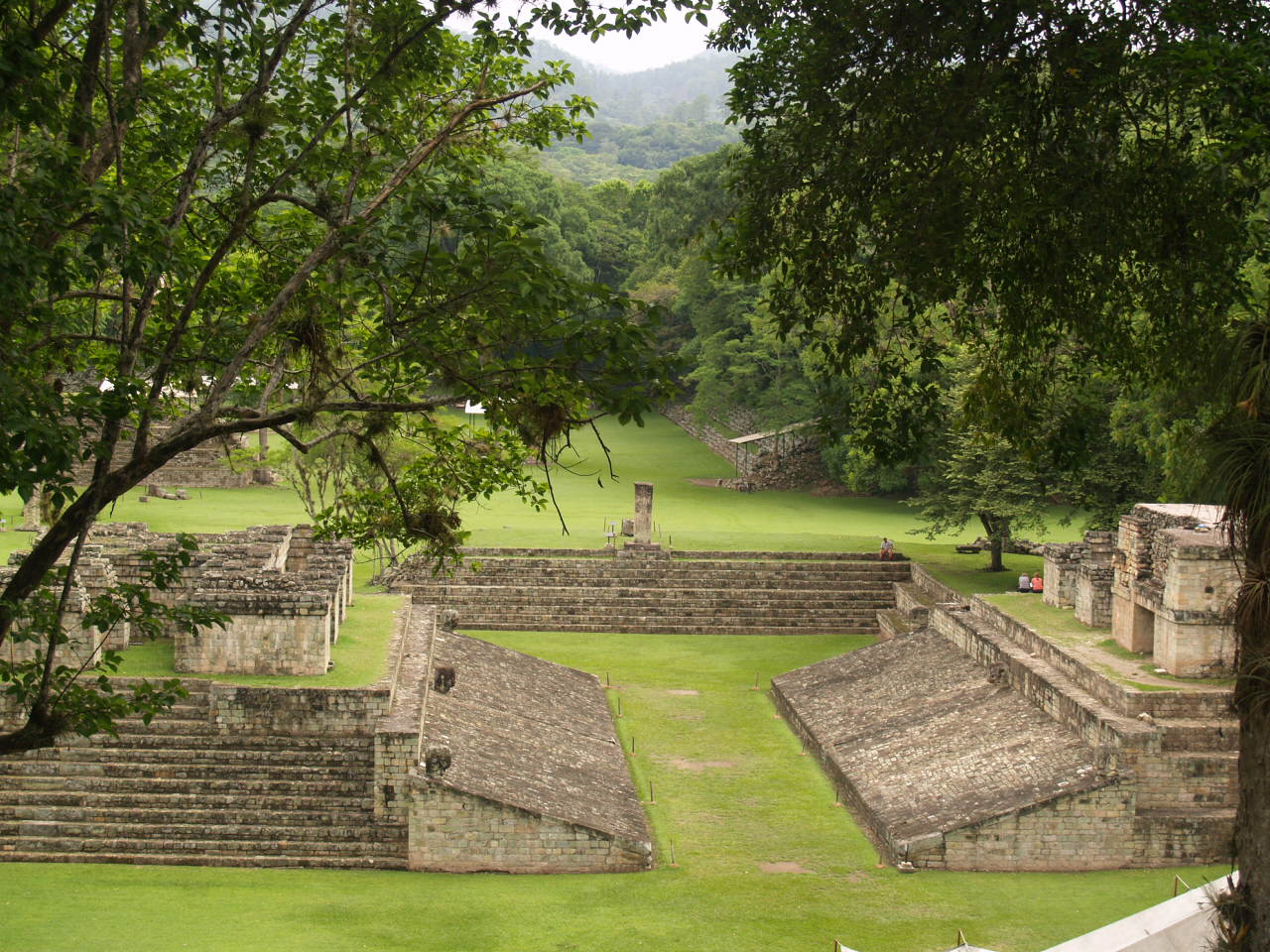
Cancha de pelota en Copán Honduras, Patrimonio de la Humanidad de la UNESCO en 1980.

En el corazón de las ciudades mayas existían grandes plazas rodeadas por sus edificios gubernamentales y religiosos más preciados, como la acrópolis real, grandes templos de pirámides, y ocasionalmente canchas de juego de pelota. Inmediatamente afuera de este centro de rituales estaban las estructuras de los menos nobles, templos más pequeños, y santuarios individuales. Esencialmente, mientras menos sagrada e importante era una construcción, mayor era el grado de privacidad. Mientras se añadían más estructuras, y las existentes se reconstruían o remodelaban, las grandes ciudades mayas parecían tomar una identidad casi aleatoria que contrasta profundamente con otras grandes ciudades mesoamericanas, como Teotihuacán y su construcción rigurosamente regida por dos ejes perpendiculares. Aun así, aunque la ciudad se disponía de la forma en que la naturaleza dictara, se ponía cuidadosa atención en la orientación direccional de los templos y observatorios para que fueran construidos de acuerdo a la interpretación maya de las órbitas de las estrellas. Afuera del centro urbano constantemente en evolución, estaban los hogares menos permanentes y más modestos de la gente común.
El diseño urbano maya podría describirse fácilmente como la división del espacio en grandes monumentos y calzadas. En este caso, las plazas públicas al aire libre eran los lugares de reunión para las personas, así como el enfoque del diseño urbano, mientras que el espacio interior era completamente secundario. Solo en el posclásico tardío las grandes ciudades mayas se convirtieron en fortalezas que carecían, en su mayor parte, de las grandes y numerosas plazas del clásico.

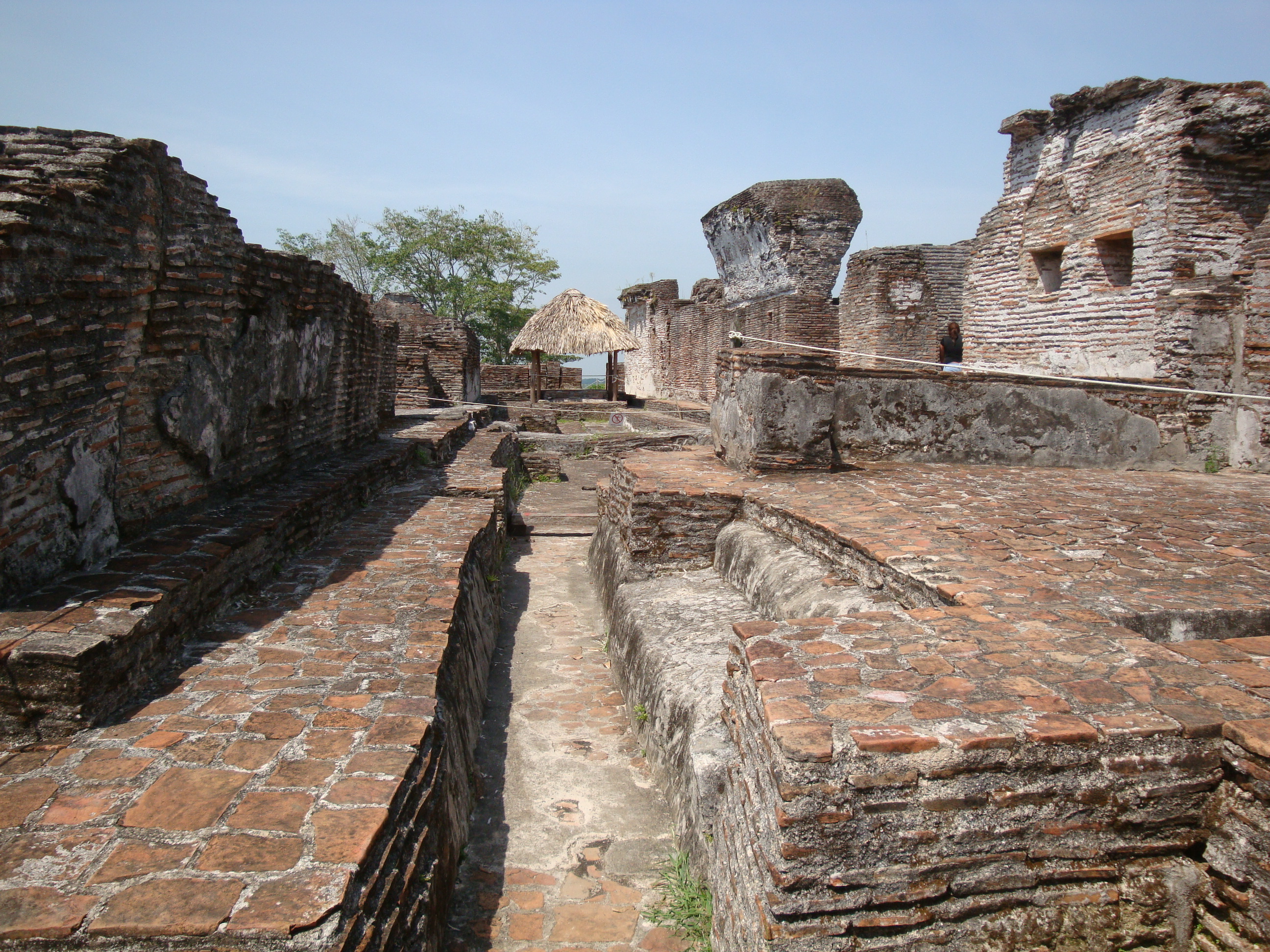
Los edificios de Comalcalco fueron construidos con ladrillo cocido pegados con estuco hecho con concha de ostión.

Un aspecto sorprendente de las grandes estructuras mayas es su carencia de muchas tecnologías avanzadas que podrían parecer necesarias para tales construcciones. Toda la piedra para las estructuras mayas parece haber sido tomada de canteras locales; con frecuencia era piedra caliza que, recientemente extraída, permanecía suficientemente blanda como para ser trabajada con herramientas de piedra, y solo se endurecía pasado un tiempo, al perder su humedad natural. Además del uso estructural de la piedra caliza, utilizaban piedra caliza aplastada, quemada y batida que poseía propiedades similares al cemento, y era usado ampliamente tanto para acabados de repello, como para unir piedras; sin embargo, futuras mejoras en sus técnicas de extracción de piedra redujeron la necesidad de este acabado de piedra caliza, ya que sus piedras comenzaron a encajar fácilmente, aun así, permaneció como un elemento crucial en algunos techos adintelados (de columnas y vigas). En el caso de las casas comunes, los materiales más utilizados eran los postes de madera, caña, adobes, y paja; sin embargo, también se han descubierto lo que parece ser casas comunes de piedra caliza. También debe notarse que en la ciudad de Comalcalco, se ha encontrado ladrillos de barro cocido como sustituto de las piedras, debido a la falta de piedra en su entorno.

## Proceso de construcción
Toda la evidencia parece sugerir que la mayoría de edificios se construyeron sobre una plataforma pétrea que variaba en altura, de menos de un metro, en el caso de terrazas y estructuras menores, a 45 metros en el caso de los grandes templos y construcción de pirámides. Un tramo de empinados escalones de piedra partía las grandes plataformas escalonadas en al menos uno de los lados, contribuyendo a la común apariencia disimétrica de la arquitectura maya. Dependiendo de las tendencias estilísticas prevalecientes del área, estas plataformas eran construidas de un corte y un exterior de estuco relleno de gravilla densamente compactada. Como en el caso de muchos otros relieves mayas, aquellos en las plataformas a menudo se relacionaban con el propósito de la estructura en la que residían. Después de que las plataformas pétreas eran completadas, las grandes residencias y templos de los mayas eran construidos encima. Mientras se construían todas las plataformas, parece haberse puesto poca atención a su funcionalidad utilitaria, y mucha a su estética exterior; sin embargo, un cierto aspecto repetido, el arco, que era utilizado a menudo para imitar la apariencia de la cabaña simple maya, aunque no era una herramienta efectiva para incrementar el espacio interior. Como requerían gruesas paredes de piedra para soportar el techo, algunos templos utilizaban arcos repetidos, o una bóveda arqueada, para construir lo que los mayas se referían como pinbal, o saunas, como los del Templo de la Cruz en Palenque. Mientras que las estructuras eran completadas, se les añadía extensivos trabajos de relieve; a menudo solamente al repello usado para alisar cualquier imperfección; sin embargo, muchos tallados en dinteles han sido descubiertos, así como tallados en piedras usadas como fachada. Comúnmente, esto se hacía en todo el derredor de una estructura entera, conteniendo una variedad de obras de arte relativas a los habitantes o al propósito del edificio. Aunque no en todas las ubicaciones mayas, también se ha descubierto un amplio uso del repello pintado.
Se ha sugerido que, junto con el calendario maya de cuenta larga, cada 52 años, o un ciclo, los templos y pirámides se remodelaban y reconstruían. Ahora parece que el proceso de reconstrucción era a menudo instigado por un nuevo gobernante o por motivos políticos, en vez de la coincidencia con el ciclo del calendario. Sin embargo, el proceso de reconstrucción encima de estructuras viejas es de hecho algo común. Más notablemente, la acrópolis norte en Tikal parece ser la suma total de 1.500 años de modificaciones arquitectónicas

## Estilos arquitectónicos regionales

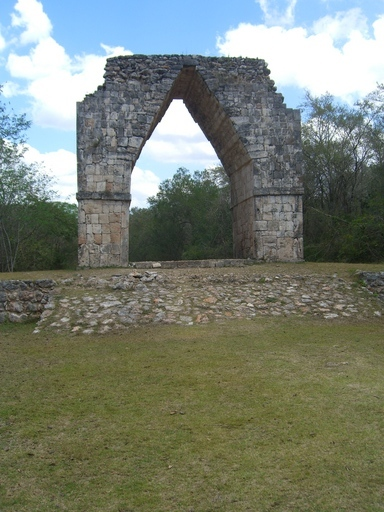
Falso arco maya.

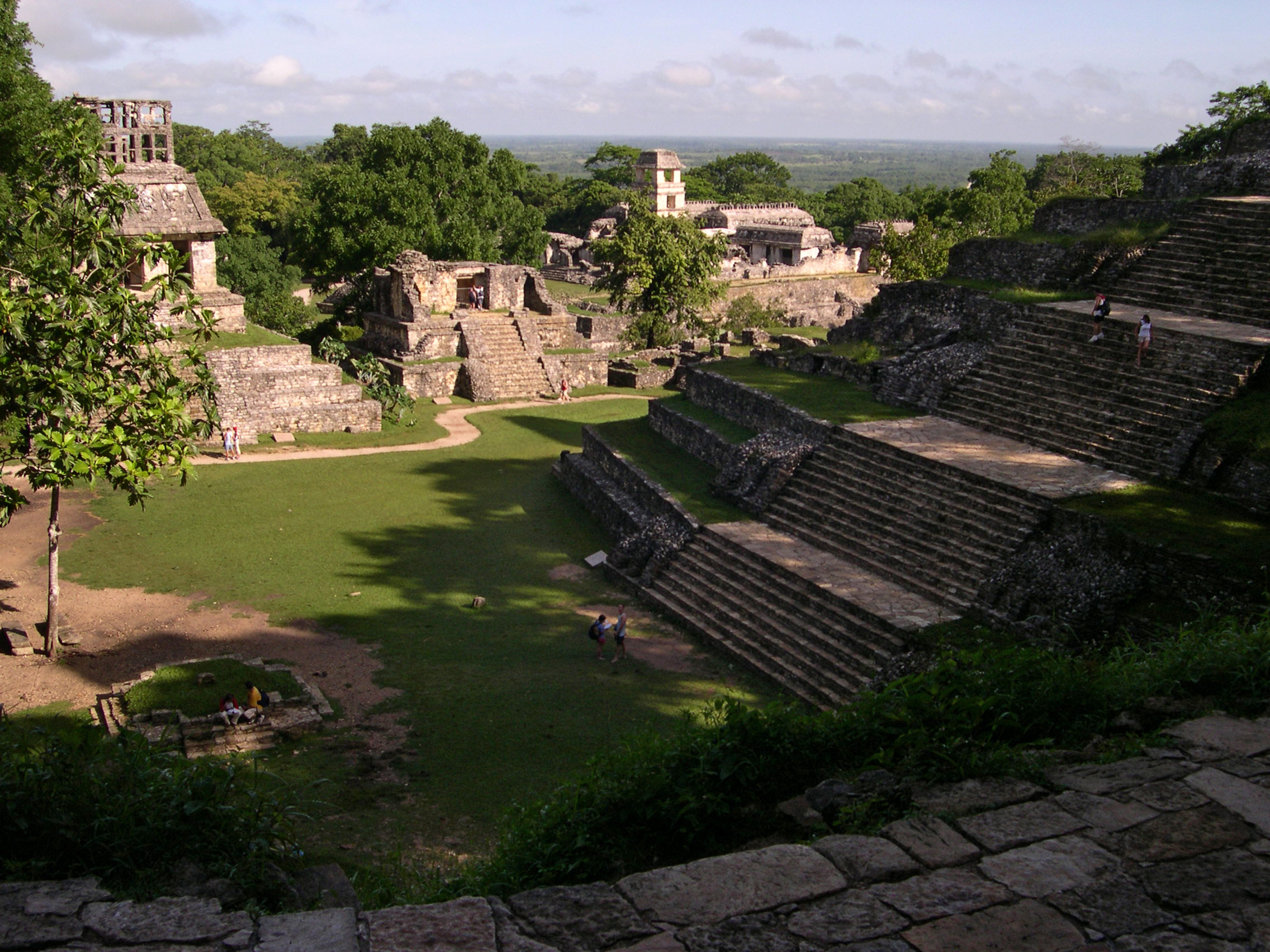
Palenque.

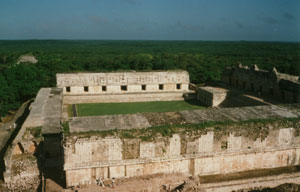
Uxmal.

Según Geoge F. Andrews existen diferentes estilos arquitectónicos definidos; a continuación presentamos una síntesis de dichos estilos.
1.-Motagua: Una de sus principales características son los anchos muros en los edificios y la presencia de numerosas esculturas labradas con inscripciones jeroglíficas en los sitios mayores. Los edificios son de altura reducida pero de larga longitud y cuentan con cámaras angostas decoradas con arcos y esculturas de estuco en las fachadas. Ejemplo: Copán, en Honduras; Tazumal y San Andrés, en El Salvador.
2.-Petén: Las pirámides de este estilo son las de mayor altura y dimensiones monumentales con escalinatas muy inclinadas y templos en la cima que pueden llevar grandes cresterías planas. Los templos y fachadas de las estructuras de este estilo son planos y carecen de decoraciones abundantes. Las escaleras de los edificios mayoritariamente carecen de alfardas. El estilo Petén estuvo bajo la influencia de la arquitectura de Teotihuacán en aspectos como la utilización del talud-tablero y plataformas escalonadas. Ejemplo: Tikal, en Guatemala y Calakmul en México.
3.-Altos orientales de Chiapas: Edificios piramidales de distintos niveles en forma cuadrangular con escaleras flanqueadas por alfardas y altares construidos en elevaciones naturales, se caracteriza también por el uso de muros de piedra careada en sus edificaciones. Ejemplo: Tenam Puente y Chinkultic en México.
4.-Costa del Pacífico: Pequeñas plataformas y basamentos piramidales planos de baja altura con rasgos influenciados del centro de México, se caracteriza por la simplicidad y sencillez de sus construcciones así como por la poca o nula decoración y detalle en las estructuras. Muestra un patrón de asentamiento con planificación defensiva. Ejemplo: Iximché y Mixco Viejo en Guatemala. 
5.-Costa del Golfo: Las construcciones de este estilo están hechas a partir de tierra y arcilla con ladrillos recubiertos de estuco incluyendo pirámides escalonadas con escalera frontal, muros en talud y plataformas decoradas con esculturas y mascarones alusivos a eventos mitológicos, animales acuáticos y gobernantes. Los recintos funerarios están formados por basamentos piramidales. Ejemplo: Comalcalco en México. 
6.-Usumacinta: Basamentos piramidales con templos y palacios con bóveda y varios vanos (algunas veces escalonados) en las fachadas. Los edificios se encuentran finamente decorados con linteles y esculturas dando mucho énfasis a los gobernantes locales y la guerra. Los edificios cuentan con grandes cresterías abiertas. Ejemplo: Yaxchilán, en México.
7.-Palencano: Fue desarrollado en Palenque y fue impuesto en los sitios subordinados al reino de sus gobernantes. Los templos se encuentran sobre basamentos piramidales escalonados con alfardas y tienen fachadas con 3 o 5 vanos de acceso más extensos de lo habitual lo que da mayor claridad y luz al interior de los edificios, dentro de los templos hay santuarios decorados con esculturas de estuco. En la parte superior de los templos se levantan amplias cresterías de muro doble con aperturas cuadrangulares. Ejemplo: Palenque, Xupá y Chancalá en México.
8.-Río Bec: Pirámides amplias y de gran tamaño con la fachada principal del templo superior decorado con mascarones representando el rostro del jaguar o patrones geométricos. Uno de los elementos arquitectónicos más representativos de este estilo son los denominados templos gemelos falsos que flanquean algunas de las estructuras principales a manera de torres, estas estructuras simulan tener unas escaleras las cuales tienen una forma aplanada imposible de subir por lo que se ha propuesto que el uso de estas construcciones era meramente decorativa o simbólica. Ejemplos: Becán, Xpujil y Chicanná, en México.
9.-Chenes: Tiene elementos similares al estilo Puuc y el Río Bec. Es un estilo altamente artístico y decorativo, los edificios principales son de baja altura con las fachadas opulentamente decoradas por patrones geométricos de piedra y con mascarones monumentales en las entradas representando el rostro del dios Itzamná abriendo la boca y mandíbula a manera de portal simulando dar acceso al interior de la deidad. Ejemplos: Xtampak, Hochob y Tabasqueño, en México.
10.-Puuc: Es el estilo arquitectónico característico de la región Puuc, arquitectónicamente es el estilo maya mas complejo, su principal característica es la implementación de aspectos arquitectónicos, constructivos y decorativos altamente elaborados. Los edificios principales son generalmente largos palacios de varios niveles y cuartos decorados en las fachadas superiores con mosaicos de piedra, alternando figuras geométricas con esculturas más detalladas. Un rasgo común son las columnas con mascarones del dios Chaak, generalmente colocados en las esquinas de los edificios. Fuera de lo decorativo, este estilo representó también un avance arquitectónico de la civilización maya ya que se implementó el uso de concreto revestido en muros y bóvedas cubiertos con piedras de bordes tallados en sustitución del uso de grandes piedras colocadas una sobre otra utilizando mortero de barro para el soporte estructural que se utilizaba en sitios y estilos mayas mas antiguos. Ejemplos: Kabah, Sayil y Uxmal, en México.
11.-Megalítico: Edificios, templos y pirámides de gran dimensión y altura construidos con enormes bloques de piedra labrada finamente tallada. Ejemplo: Izamal, Aké y X'baatún en México.
12.-Maya-Tolteca: Con gran influencia en la arquitectura y cultura Tolteca de sitios como Tollan-Xicocotitlan (Tula), este estilo incluye grandes pirámides con templos en la cima edificados siguiendo alineaciones astronómicas y decorados con esculturas de deidades, plazas con columnas de piedra y construcciones emblemáticas como las plataformas de Venus y los observatorios astronómicos. Las ciudades de este estilo tienen una adoración principal hacia Kukulcán. La decoración introduce conceptos simbólicos traídos del centro de México como las serpientes, águilas y jaguares, mientras que los monumentos incluyen atlantes y el Chac Mool, la iconografía artística hace mucho énfasis en los sacrificios humanos y se implementa el uso del tzompantli. Ejemplo: Mayapán y Chichén Itzá, en México.
13.-Costa oriental: Abundantes adoratorios o santuarios aislados sobre plataformas planas, este tipo de edificios son de baja altura y una sola entrada, generalmente se encuentran distribuidos cerca de las zonas acuáticas o dentro de cavernas cercanas. Las entradas de los templos son divididos por columnas redondeadas y se encuentran encima de basamentos piramidales. Los sitios cuentan con murallas defensivas. En la decoración se representa principalmente al Dios Descendiente y figuras humanas en las esquinas. Ejemplo: Tulum, Chakalal y Xel Há en México.
14.-Pixa'an: Estructuras con muros de piedra lisa, nichos en las fachadas, jambas estilizadas de forma redondeada en las entradas y columnas empotradas, también se caracteriza por colocar la piedra sin mortero. Es un estilo propio y característico de la ciudad de Kohunlich. Ejemplo: Kohunlich en México.

### Plataformas ceremoniales
Éstas eran comúnmente plataformas de piedra caliza de menos de cuatro metros de altura donde se realizaban ceremonias públicas y ritos religiosos. Construidas en la forma de plataforma de cimientos, eran a menudo realzadas con figuras talladas, a partir del posclásico al norte de Yucatán se difundió por influencia tolteca el uso del tzompantli, una estaca usada para exhibir las cabezas y cráneos de las víctimas.

### Palacios

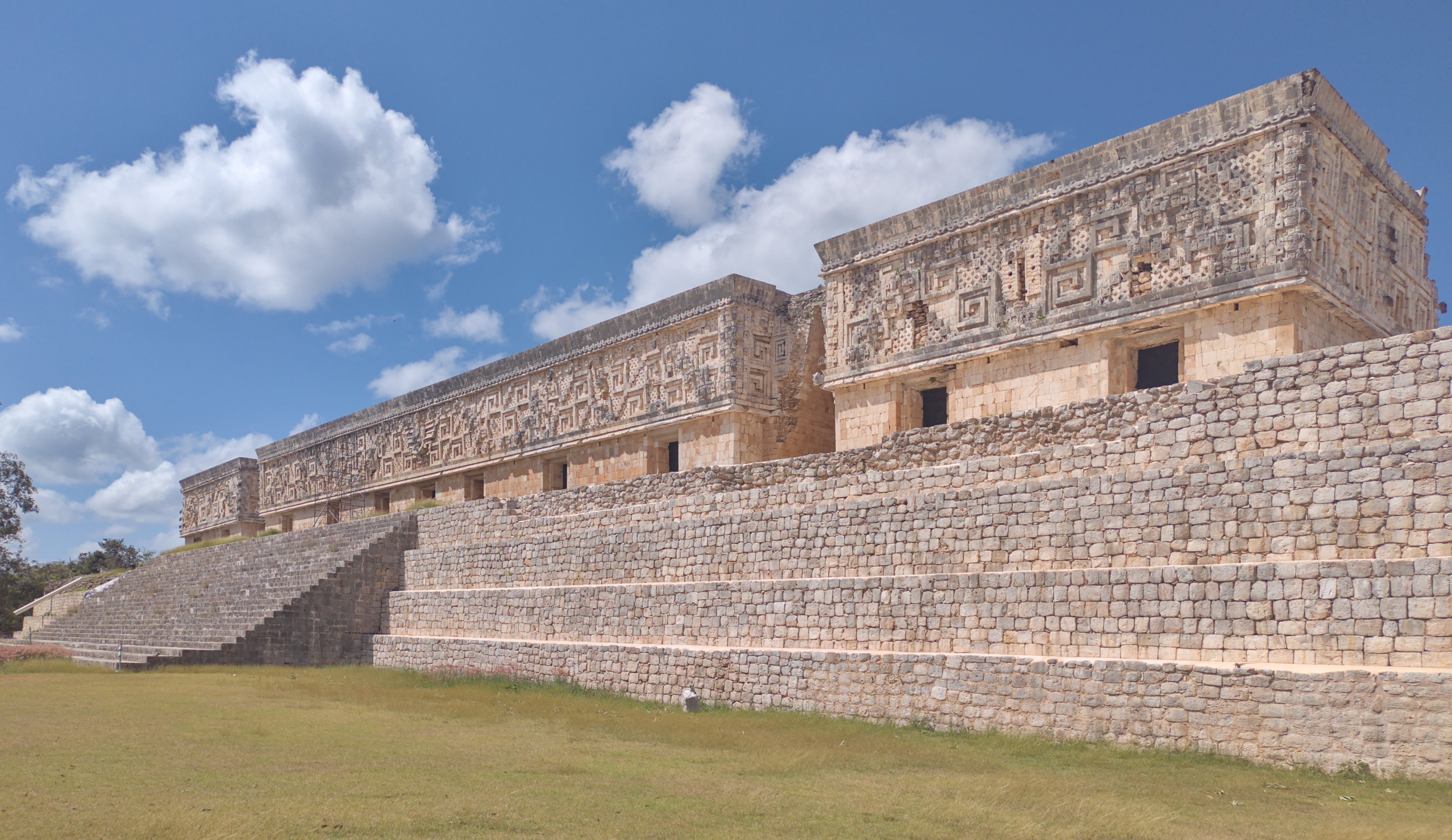
Palacio de Uxmal

Los palacios generalmente se encontraban cerca del centro de una ciudad y hospedaban a la élite de la población. Sin embargo, a menudo estos fueron una historia y consistieron de varias cámaras pequeñas y al menos un patio interior; estas estructuras parecen tomar en cuenta la funcionalidad requerida por una residencia, así como la decoración requerida por la estatura de sus habitantes.
Algunos palacios albergan en su interior tumbas. Así, por ejemplo, en Copán, debajo de 400 años de remodelación posterior, se ha descubierto una tumba de uno de los antiguos gobernantes, y la acrópolis norte en Tikal parece haber sido el sitio de numerosos entierros durante finales del periodo preclásico y principios del clásico.No obstante, una parte de la investigación considera que los palacios no desempeñaron un papel importante en la veneración de los ancestros, pues no son muchos los palacios que alberguen tumbas reales y o presenten funciones funerarias.

### Grupos E
Se trata de conjuntos arquitectónicos parecidos al Grupo E de Uaxactún. Situada siempre en el lado occidental de la plaza hay una pirámide templo con una Estela, encarando una plataforma alargada, que a veces sostiene tres estructuras menores, al otro lado de la plaza. La idea muy difundida es que los Grupos E servían como observatorios, porque el grupo epónimo de Uaxactún incorpora alineamientos que aproximadamente corresponden a los ortos solares en los solsticios y equinoccios. Sin embargo, la secuencia constructiva revelada por las excavaciones en el grupo permite concluir que estos alineamientos nunca pudieron ser funcionales como observatorios, ya que conectan elementos arquitectónicos que no son contemporáneos. Los demás Grupos E manifiestan orientaciones diferentes, pero éstas pertenecen a los grupos muy comunes de alineamientos que están plasmados también en muchos edificios de otros tipos, registrando diversas fechas significativas en el ciclo agrícola. Por ello, y en vista de que las funciones primarias de los edificios astronómicamente orientados, incluyendo los Grupos E, eran ceremoniales, administrativas o residenciales, la designación "observatorio astronómico", aplicada a los Grupos E o a cualquier otro tipo de edificios o conjuntos mayas resulta inadecuada e implica una interpretación sesgada y parcial de sus funciones.
Otras teorías parecen surgir de la posible historia de la creación relatada por los relieves y figuras que adornan estas estructuras.

### Basamentos piramidales y templos

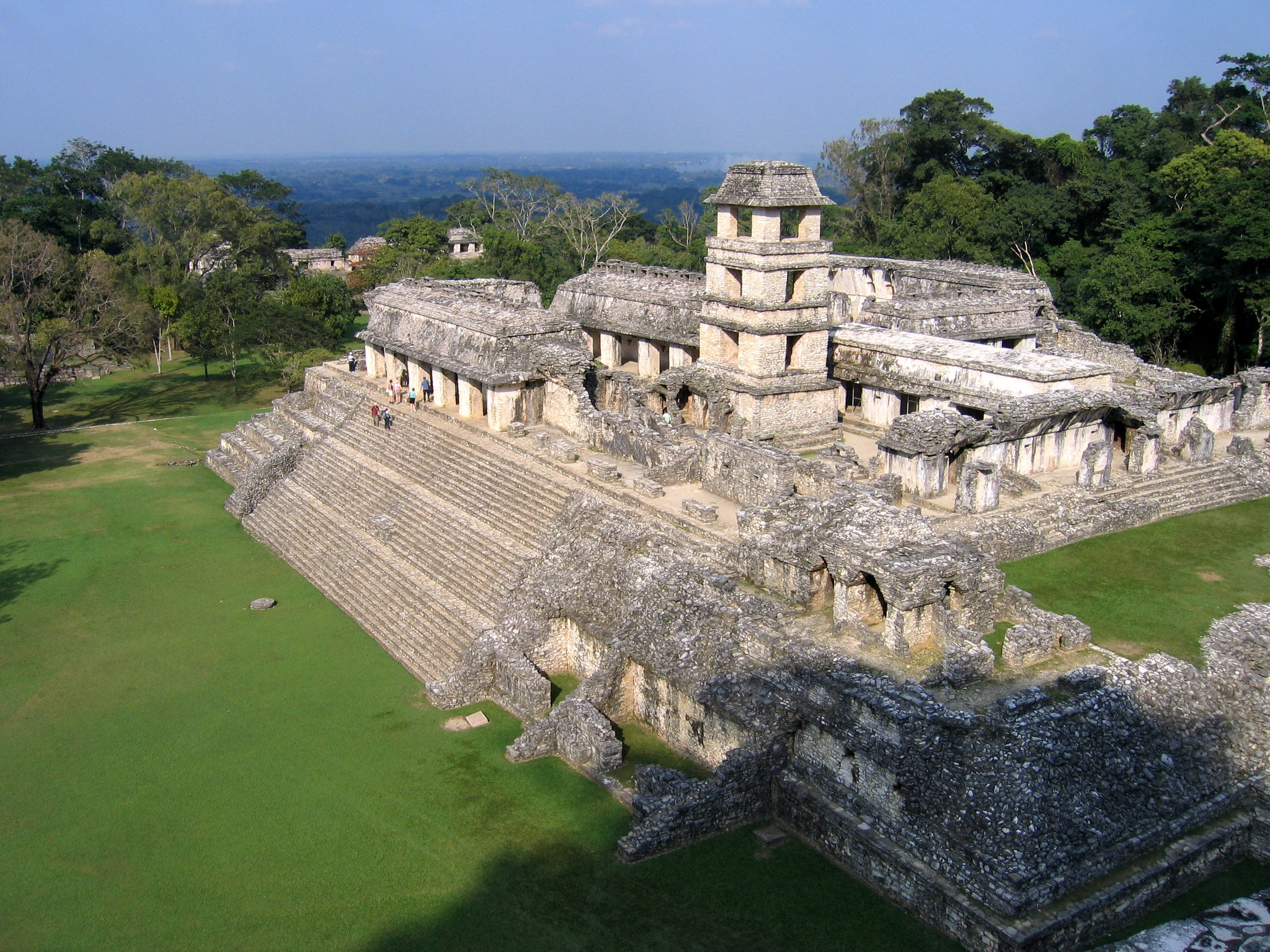
Observatorio de Palenque.

Con frecuencia los templos religiosos más importantes se encontraban en la cima de las pirámides mayas, supuestamente por ser el lugar más cercano a los cielos. Mientras que descubrimientos recientes apuntan al uso extensivo de pirámides como tumbas, los templos en sí parecen raramente haber contenido entierros. La carencia de una cámara de entierros, sin embargo, permitía a los mayas sagrados el acceso, a lo sumo, a tres cuartos pequeños para ser usados para varios propósitos rituales. Situados en la cima de las pirámides, a más de 60 metros de altura, como en El Mirador, los templos eran impresionantes estructuras decoradas. Comúnmente tenían una cresta en el techo, o un gran muro superficial, estos templos pudieron haber servido como hitos propagandísticos. Como eran ocasionalmente las únicas estructuras que excedían la altura de la selva, las crestas sobre los templos eran a menudo esculpidas con representaciones de los gobernantes que podían ser vistos desde grandes distancias. Debajo de los orgullosos templos estaban las pirámides que eran, en última instancia, una serie de plataformas surcadas por empinados escalones que permitirían el acceso al templo.
Otro concepto arquitectónico desarrollado en torno a las pirámides es el referido a las estructuras triádicas que desde el periodo preclásico medio caracterizaron a las ciudades mayas, particularmente las desarrolladas en las tierras bajas mayas del Petén guatemalteco, y que trascendieron hacia la península de Yucatán y otros lugares más occidentales de Mesoamérica

### Canchas de juego de pelota

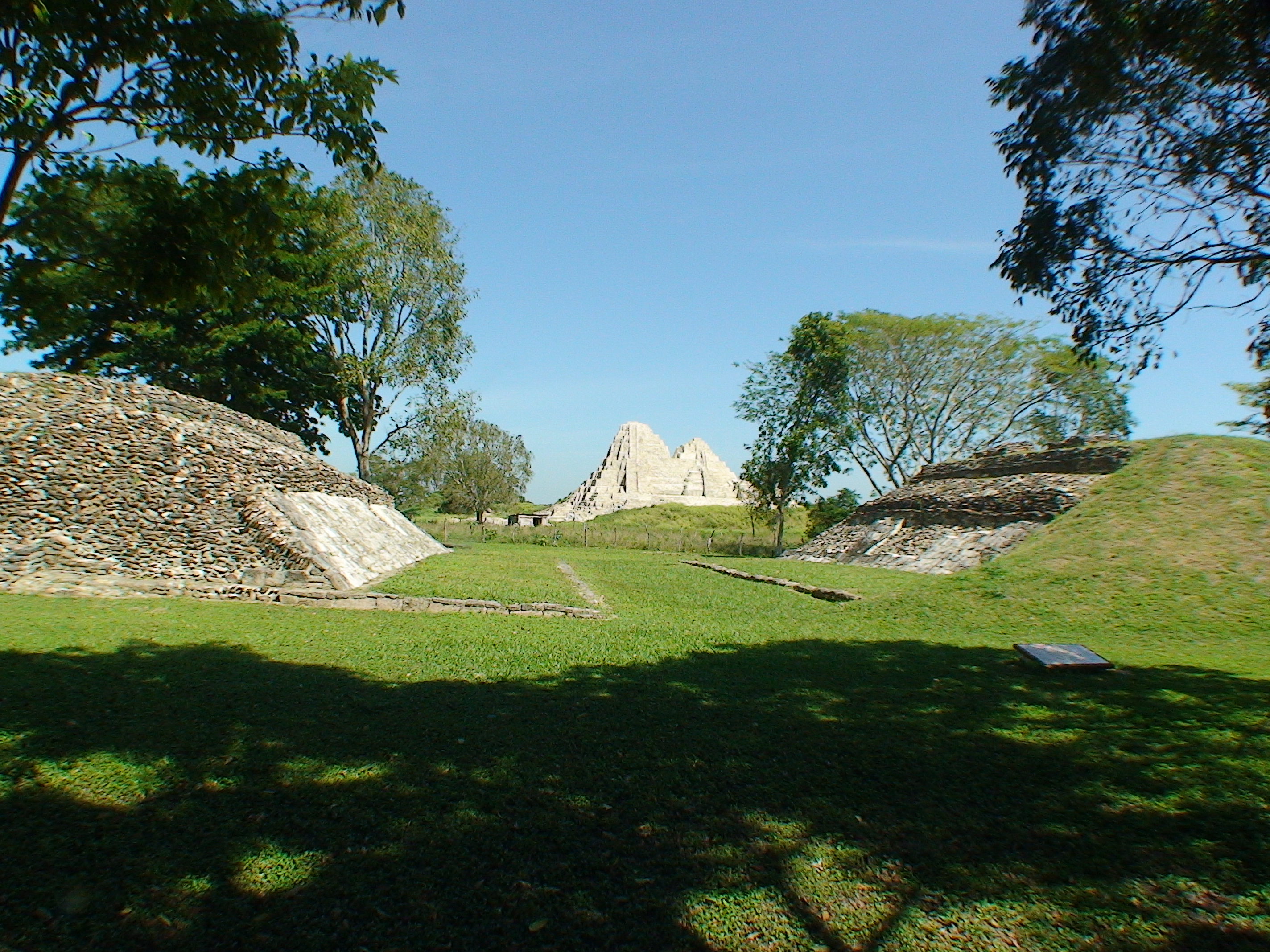
Cancha de juego de pelota en Moral Reforma.

Como un aspecto integral del estilo de vida mesoamericano, su juego de pelota ritual y sus canchas fueron construidos por toda el área maya, a gran escala. Rodeada por dos lados por rampas escalonadas que dirigían a las plataformas ceremoniales o a templos pequeños, la cancha de juego de pelota tenía una forma de I mayúscula y se encontraba en todas las ciudades mayas, excepto en las más pequeñas.
Éste se originó hacia el 2500 a. C. hasta el desarrollo del juego en el área maya en la región de la población olmeca del golfo de México. La población olmeca habitaba en un territorio llamado "Olman" que significa "El País del Hule", en esta región existen unas esculturas que han sido ubicadas históricamente en el periodo preclásico (1800-100 a. C.). Algunas personas especialistas afirman que las colosales cabezas olmecas de piedra poseen una especie de casco en la cabeza.
El juego de pelota tuvo un papel ritual, político y posiblemente económico. Simboliza la lucha entre las fuerzas opuestas del universo, es la batalla entre el bien y el mal, entre la luz y la oscuridad; la pelota en constante movimiento representa al movimiento de los astros y las fuerzas de la creación.